# 横阳山站
横阳山站位于湖南省娄底市新化县孟公镇，是沪昆铁路上的一座火车站。车站由广铁集团管辖，现为四等站，不办理客、货运业务。

## 站内设施
站内曾有广州铁路局三线公司横阳山基地专用线5股，总长6.25公里，1979年2月竣工。现已拆除。